# Резолюция Совета Безопасности ООН 133
Резолюция 133 Совета Безопасности Организации Объединённых Наций, единогласно принятая 26 января 1960 года, после рассмотрения заявления Республики Камерун о приеме в члены Организации Объединённых Наций, Совет рекомендовал Генеральной ассамблее принять республику Камерун. В итоге Камерун был принят в ООН и является им до сих пор.